# 김은주 (1986년)
김은주(1986년 11월 1일 ~ )는 대한민국의 정치인이다.

## 학력
- 1993년 ~ 1999년 부천오정초등학교 졸업
- 1999년 ~ 2002년 부천북여자중학교 졸업
- 2002년 ~ 2005년 도당고등학교 졸업
- 2006년 ~ 2013년 세종대학교 생명공학과 경영학 졸업

## 경력
- 세종대학교 총학생회 재무국장
- 2012 ~ 2013 : J국제특허법률사무소
- 2013 : 한림특허법률사무소 재무국장
- 2014.07 ~ 2018.05 : 제7대 부천시의회 비례대표 의원

- 부천시의회 재정문화위원회 위원
- 부천시의회 의회운영위원회 위원
- 2016.09 ~ : 전국여성지방의원네크워크 사무총장
- 다민특허법률사무소 파트너 변리사
- 2017.09 ~ 2018.03 : 자유한국당 부대변인
- 2018.01 ~ 2018.03 : 자유한국당 제2기 혁신위원회 위원

## 역대 선거 결과
|  | 43.90% |

|  | 32.7% |